# Claire Littleton
Claire Littleton er en fiktiv karakter i tv-serien Lost, spillet af australske Emilie de Ravin. I første sæson var hun den hovedperson der havde det mindste antal optrædener.

## Baggrund

### Personlighed
Claire bliver mor i en ung alder, og hun er klar over hun ikke er moden til opgaven.
Hun er tilgivende. Dette ses bl.a. når hun opdager Charlies heroinlager, men alligevel tilgiver ham.

## Historie

### Før flystyrtet
Claire var født og opfostret af sin mor i Australien. Stadig som en ung kvinde bliver hun gravid med sin kæreste Thomas, som overtaler hende til at beholde barnet. Senere efterlader Thomas hende midt i hendes graviditet, da han finder ud af, at det er for stort et ansvar. Med en beslutning om at adoptere barnet væk, besøger Claire en synsk mand ved navn Richard Malkin for at finde ud af hvilken måde barnet vil få det bedste liv. I stedet bliver Richard ved med at opsøge Claire, for at overbevise hende om at barnet skal opfostres af hende selv og ingen andre, ellers vil barnet være i fare. Claire tror ikke på ham, og er stadig fast besluttet. Da Claire skal til at underskrive kontrakten om at bortadoptere barnet, kommer hun i tvivl og skifter mening. Hun vender tilbage til Richard, der fortæller hende at barnet vil være i sikkerhed hos et par i Los Angeles. Med en billet og nogen penge får hun besked på at gå om bord Oceanic Flight 815, og intet andet fly.

### Efter flystyrtet

#### Sæson 1
Første dag på øen ("Pilot") bliver hun reddet af Jack Shephard med hjælp af Hugo "Hurley" Reyes, fra at blive knust af en af flyets vinger. Claire bliver ignoreret af de andre overlevende på grund af hendes kondition som en gravid kvinde. Den eneste der tør se hende i øjnene og snakke med hende er Charlie Pace. Charlie er der altid for hende, og sammen starter de et smukt venskab.
Claire bliver senere kidnappet af Ethan Rom (Raised By Another) der har været på øen før flystyrtet, Charlie der var sammen med Claire på tidspunktet, bliver efterladt hængende om halsen, mens Claire bliver bortført. Charlie bliver reddet af Jack, men selvom de følger spor af bortførelsen, finder de ikke Claire. Claire forbliver forsvundet i flere dage, til John Locke og Boone Carlyle finder hende fortvivlet og stadig gravid dybt inde i junglen (Special). Da hun vågner efter sin besvimelse, har hun kun hukommelsen af begivenheder før flystyrtet, derfor husker hun ikke Charlie eller hvad der skete med hende under bortførelsen (Homecoming). Ethan forlanger at få Claire tilbage, hvis ikke dræber han en af de overlevende hver eneste dag. Selvom Claire intet husker om Ethan, melder hun sig frivilligt som 'lokkemad, da hun føler at hvis det kan stoppe Ethan fra at såre andre, så er det det hun skal gøre. Ethan bliver omringet af Jack, Sayid, Locke, Sawyer og Kate men bliver i sidste ende skudt af Charlie 6 gange i brystet. 
Claire føder en søn, Aaron, ved hjælp af Kate, Charlie og Jin (Do No Harm). Aaron bliver kidnappet af Danielle Rousseau, men bliver sikkert bragt tilbage af Charlie(Exodus Part 2, 3).

#### Sæson 2
Tekst mangler, hjælp os med at skrive teksten

#### Sæson 3
Tekst mangler, hjælp os med at skrive teksten

#### Sæson 4
Efter genforeningen med de andre overlevende ved flyets cockpit, fortæller Hurley om Charlies død. Ved samme lejlighed tilslutter hun sig Lockes flok, der tilflytter de forladte barakker. Da også Kate kommer til, flytter hun ind i Claires hus og de to spenderer meget af tiden sammen, indtil Kate bortvises af John Locke.

## Aaron Littleton
Aaron Littleton er Claires baby, der blev født på øen. Hun ved ikke nøjagtigt hvorfra hun kom på navnet, andet end hun godt kunne lide det, men blev klogere da Mr. Eko kunne fortælle hende at Aaron var en bibelsk mand.
Charlie Pace har ved flere lejligheder følt trang til at beskytte og redde Aaron. En situation der kulminerede i "Fire + Water," hvor Charlie i søvngang, kidnapper Aaron fra sin krybbe. Ene og alene fordi han i drømmen var i gang med at redde Aaron. 
Efter øen får Kate – af ukendt årsager – rollen som Aarons mor.
Han spilles af William Blanchette.

## Trivia
- Aaron er på de danskeoversatte dvder tiltider oversat som "Erin."

## Fodnoter
1. ↑  Lost: 
"The Beginning of the End" (Sæson 4, afsnit 1). Manuskript af Damon Lindelof & Carlton Cuse.  Broadcasted første gang på American Broadcasting Company den 31. januar 2008.
2. 1 2  Lost: 
"Eggtown" (Sæson 4, afsnit 4). Manuskript af Elizabeth Sarnoff & Greggory Nations.  Broadcasted første gang på American Broadcasting Company den 21. februar 2008.